# Pierre-Yves Trémois
Pierre-Yves Trémois (París, 8 de enero de 1921-16 de agosto de 2020) fue un escultor, grabador, ilustrador y pintor francés. Conocido por sus obras de dibujo, evocadoras en partes iguales del surrealismo y la ilustración científica, y que combinan la precisión y el rigor gráfico con la fantasía extravagante.

## Biografía
Estudió en el Lycée Janson de Sailly de París, en la Escuela nacional superior de Bellas Artes, siendo alumno de Fernand Sabatté. 
En su trayectoria incursionó en diversas técnicas: sus primeros grabados fueron en 1942, en 1943 obtuvo el gran premio de Roma de pintura y al año siguiente se dedicó al grabado a buril y al aguafuerte.
Con múltiples talentos, Pierre-Yves Trémois exploró el grabado, la ilustración y la escultura. Creó numerosas esculturas, la mayoría de ellas en bronce. Un ejemplo es Énergies, una obra monumental encargada por la RATP en 1977 para la estación de RER de Châtelet - Les Halles. 
Fue miembro de la Academia de Bellas Artes de Francia, Academia de dibujo de Florencia, Real Academia Flamenca de Ciencias y Artes de Bélgica y del Centro nacional del libro ilustrado francés.
Falleció a los 99 años, el 16 de agosto de 2020.